# Les Diables de Fuatino
Les Diables de Fuatino (titre original : The Devils of Fuatino) est une nouvelle de Jack London publiée aux États-Unis en 1911.

## Historique
La nouvelle, écrite initialement sous le titre The Goat Man of Fuatino, est publiée sous le titre The Devils of Fuatino dans The Saturday Evening Post, le 29 juillet 1911, avant d'être reprise dans le recueil A Son of the Sun en mai 1912.

## Éditions

### Éditions en anglais
- The Devils of Fuatino, dans The Saturday Evening Post, 29 juillet 1911.
- The Devils of Fuatino, dans le recueil A Son of the Sun, un volume chez  Doubleday, New York, mai 1912.

### Traductions en français
- Les Diables de Fuatino, traduction de Louis Postif, Paris, Hachette, 1936.
- Les Diables de Fuatino, traduction de Louis Postif, in Journal d’Extrême-Orient, Saïgon, en feuilleton d’avril à mai 1954.
- Les Diables de Fuatino, traduction de Louis Postif, Paris, 10/18, 1978.

## Adaptation à la télévision
- 1957 : Les Diables de Fuatino (The Devils of Fuatino), épisode 9 de la saison 1 de Captain David Grief (en), réalisé par Walter Doniger et diffusé le 28 novembre 1957 sur le réseau CBS, avec Maxwell Reed (en) dans le rôle de David Grief.

## Sources
- (en) Jack London's Works by Date of Composition
- http://www.jack-london.fr/bibliographie